# Ellen Jens
Ellen Martine Jens (Wassenaar, 6 oktober 1940 – Amsterdam, 17 november 2023) was een Nederlandse tv-regisseuse en producer, vooral bekend van haar samenwerking met Wim T. Schippers bij de VPRO-televisie. Ze produceerde en regisseerde een groot aantal televisieprogramma's, vooral op het gebied van de literatuur en kunst.

## Carrière
Sinds 1964 was Jens, afgezien van een korte onderbreking, als regie- en productieassistente en scriptgirl werkzaam voor de VPRO. Vanaf 1972 ging zij samenwerken met Wim T. Schippers. Ze produceerde zijn tv-programma's vanaf 1972 (De Fred Hachéshow) tot 1994 (We zijn weer thuis). Bij veel daarvan is ze gecrediteerd als regisseur en schrijver.
Ze produceerde en regisseerde Hier is... Adriaan van Dis, het tv-praatprogramma gepresenteerd door Adriaan van Dis (periode 1983-1992), was de producent van het langlopende VPRO-tv-programma Jiskefet en de Schippersserie over populairwetenschappelijke Flogiston. Voor presentatrice Hanneke Groenteman produceerde ze het praatprogramma over kunst De Plantage, van 1994 tot 2001. Vanaf 2005 produceerde ze het tv-programma VPRO Boeken, een tv-programma over literatuur gepresenteerd door onder andere Wim Brands, waarvoor ze het decor (naar het model van de reeks voor De Plantage, opgenomen in Artis, op zijn beurt naar het voorbeeld van haar eigen huis) ontwierp. Ze wordt een "tv-legende" genoemd vanwege haar ervaring met literatuur, mede op basis van haar werk met Adriaan van Dis.

## Persoonlijk
In 1971 had ze een relatie met Hugo Claus. Ze was daarna, sinds de jaren 1970, de partner van Wim T. Schippers. Vanaf 1986 tot aan haar overlijden had ze ook een relatie met Adriaan van Dis. Ze overleed in 2023 op 83-jarige leeftijd in een hospice in Amsterdam. In de necrologie die NRC op 18 november 2023 over haar publiceerde, wordt Van Dis geciteerd over hun relatie: "Zij was verre van lichtzinnig – maar het is wat het is: zij verstond de kunst met twee mannen te leven. Oprecht én goochelend. Alleen benauwde lieden begrijpen dat niet”.

## Geselecteerde filmografie
De velden aangeduid met een sterretje zijn met Wim T. Schippers
- Zomergasten[16]
- Flogiston*
- Nationale Wetenschapsquiz* (1995-2002)
- Jiskefet (30 aflevering, 1994-2010)
- We zijn weer thuis* (47 afleveringen, 1989-1994)
- De bruine jurk* (tv-spel, 1988)
- Sans Rancune* (tv-spel, 1987)
- Going to the Dogs* (tv-productie, 1986)
- Plafond over de vloer* (9 afleveringen, 1986)
- Op zoek naar Yolanda* (6 afleveringen, 1984)
- De lachende scheerkwast* (12 afleveringen, 1981-1982)
- Ramp Ahead* (tv-film, 1980)
- De dans der vierkanten waarin opgenomen Elly, of het beroemde stuk* (tv-productie opening Holland Festival 1980)
- VerhagenCadabra (5 afleveringen, 1979)
- Het is weer zo laat!* (10 afleveringen, 1978)
- Cross Now* (1977)
- Ninette de Valois (mag ik mijn grijze mapje terug)* (1976)
- Grote Genade* (1976)
- Echo's uit het alpendal* (1976)
- De ondergang van de Onan* (1976)
- Volk en vaderliefde* (1975)
- Het grote gebeuren (1975)
- Van Oekel's Discohoek* (1974)
- Barend is weer bezig* (5 afleveringen, 1972-1973)
- De Fred Haché Show* (1972)